# Carski pingvin
Carski pingvin (lat. Aptenodytes forsteri) je najveća i najteža od svih živućih vrsta pingvina, endemska vrsta koja živi na Antarktici. Carskog pingvina ne bi trebalo miješati s njihovom bliskom vrstom, kraljevskim pingvinom. Prema posljednjoj procjeni IUCN-a, populacija carskih pingvina je blizu ugroženosti (Near Threatened) jer se zbog topljenja leda i porasta razine mora smanjuje površina pogodnih staništa vrsta.

## Opis
Mužjak i ženka jednake su visine i težine. Visoki su 122 centimetra, a teži između 27 i 37 kilograma. Krila i glava crne, trbuh bijele, leđa plavkasto-siva, a područje grla žutonarančaste boje. Kao i svi pingvini, neletač je, krupnog tijela i malih krila. 
Hrani se ribama i račićima, ali i krilom i hobotnicama. U lovu, ispod vode može se sadržati više od 18 minuta i spustiti se na dubinu od 535 metara. Hemoglobin im je neobično strukturiran i dopušta čak i nisku razinu kisika. Ženka polaže jedino jaje, koje grije mužjak dok ženka ide premo moru i lovi ribe; oba roditelja brinu se oko mladunca u svojoj koloniji. Roditelji mlado hrane na svaka tri ili četiri dana. Carski pingvin obično živi 20 godina u divljini, ali neke jedinke dožive i do 50 godina.
Da se ne bi smrzli u ledenoj vodi, carski pingvini imaju nekoliko slojeva gustog perja i debeo sloj potkožnog sala. Kada stoje na ledu, poseban krvotok održava unutrašnju toplinu krvnih žila i na taj način sprječava gubitak topline preko kože. Mladunci carskog pingvina su prekriveni debelim slojem paperja svjetlosive boje. Njihovo paperje održava toplinu tijela, jer mladunci nisu sposobni sami održavati temperaturu svog tijela.

## Ponašanje
Carski pingvini su veoma društvene životinje. Jedan od načina na koji ovi pingvini održavaju toplinu kada temperatura padne je da se zbiju u veliku grupu. Temperatura unutar te grupe može dostići 25°С.
Ovi pingvini su aktivni i danju i noću. Odrasle jedinke prave gnijezda i potrazi su za hranom tijekom cijele godine. Od siječnja do ožujka se razilaze odlazeći i putujući u oceane u grupama. Odlični su lovci i primjenjuju razne taktike kako bi došli do plijena. 
Na kopnu se kreću naizmjenično nesigurnim koracima i klizanjem po ledu na njihovim trbusima kretajući se odgurivanjem nogama i krilima nalik na peraja. Jedina je vrsta koja tijekom zime u Anktartici preko leda prehoda 50 do 120 kilometara u kolonijama koje mogu uključivati i do 1 000 jedinki. 